# Dadullah
Mulá Dadullah ou Dadullah Akhund (c. 1966 – 12 de Maio de 2007) foi um alto comandante militar do Taliban até ser foi morto pelas forças especiais estadunidenses e britânicas no Afeganistão em 2007. 
Em junho de 2003, foi nomeado para o Conselho de Liderança do Talibã por Mulá Omar. Esteve ativamente envolvido na recuperação talibã no sul do país, através de suas qualidades como diplomata e militar. Em 2006, foi um dos principais organizadores da insurgência talibã, conseguindo liderar de facto 40 mil combatentes presentes no Waziristão paquistanês para o Afeganistão. Também contribuiu para mudar as táticas militares dos talibãs no desenvolvimento de atentados suicidas e artefatos explosivos improvisados deixados no caminho das unidades da coalizão. Finalmente, quando a ofensiva foi lançada, obteve numerosos êxitos no sudoeste do país, incluindo as províncias de Helmand, Kandahar, Zabul e Uruzgan onde expulsa a administração.
Foi morto no sul do Afeganistão, em maio de 2007, em um ataque da coalizão internacional liderada pelos Estados Unidos..